# MİTÜP Altay
MİTÜP ALTAY (una sigla para Milli Tank Üretim Projesi ALTAY, i.e. Proyecto Nacional de un Carro de Combate Principal de Producción Local ALTAY), es el nombre oficial del proyecto turco de un carro de combate principal de tercera generación. Y el nombre se da en honor al General del ejército de liberación turco Fahrettin Altay (1880–1974) que comandó el V Cuerpo de Caballería en la etapa final de la Guerra de Independencia turca.

## Historia
El proyecto ha iniciado como un acuerdo entre Otokar y la Subsecretaría para las Industrias de la Defensa de la República de Turquía el 30 de marzo de 2007, cuando el Comité Ejecutivo para las Industrias de la Defensa, dirigido por el primer ministro turco Recep Tayyip Erdoğan, premió con un contrato de aproximadamente 500 millones de euros a Otokar para el diseño, desarrollo y producción de al menos 4 prototipos funcionales para un carro de combate principal de diseño y construcción nacional. Este sería el primer proyecto de Turquía de un Carro de combate principal desde 1943, cuando prototipos de un carro de combate nacional turco fueron fabricados en la ciudad de Kırıkkale, pero que nunca alcanzaron la etapa de producción en masa [cita requerida]
Otokar, una compañía propiedad del grupo Koç Holding con sede en Estambul, es uno de los mayores productores de automóviles y vehículos militares en Turquía. Otokar, provee soluciones en ambas ramas desde 1963, y ha producido y/o modificado más de 25 000 unidades de blindados hasta la fecha.
Subsecuentemente, en concordancia con los últimos mandatos del Comité Ejecutivo para la Industria de la Defensa, los subcontratistas seleccionados fueron los siguientes:
- Subcontratista de Apoyo y Soporte Técnico, Rotem (República de Corea).
- Sistema de Control de Tiro (FCS) y de los sistemas de comando, comunicaciones y controles, Aselsan A.S..
- Cañón Calibre 120 mm, de 55 calibres de longitud, Corporación Turca Mecano-Química del Estado (Mechanical and Chemical Industries Corporation, MKEK)
- Blindaje y sistemas de contramedidas, Roketsan A.S.

## Desarrollo
Con el fin de expandir la industria de defensa local y mejorar su base tecnológica y su línea de servicios y productos, el Subsecreteriado para las Industrias de la Defensa decide que el "Carro de Combate Nacional" servirá como un excelente catalizador para unificar los esfuerzos de la Industria Militar Turca alrededor de una meta común, así como proveerán a las Fuerzas Militares Turcas con un nuevo y renovado poder de fuego extra representado en este carro de combate.
Con los subcontratislas locales seleccionados, entre ellos destacan las firmas locales de equipamiento militar, como la de electrónica Aselsan (manufacturará e integrará los sistemas de Defensa Pasiva y los sistemas de tiro computarizados Volkan-III, y los sistemas de mando, comunicación, control e información); en cuanto a la corporación estatal MKEK /  Mechanical and Chemical Industries Corporation accedió a la producción e integración del cañón Rheinmetall de calibre 120 mm bajo la denominación local MKEK 55, y la otra compañía estatal, Roketsan diseñará un blindaje de producción local.
Una vez el prototipo sea probado y evaluado, el Comité Ejecutivo de la Subsecretaría de La Industria de Defensa Turca preparará y ejecutará por separado las órdenes de producción de los primeros 250 carros pertenecientes al primer lote. Se espera construir un total de al menos total 1000 carros de combate en cuatro tranchas separadas de 250 unidades cada una. Se espera que cada lote entregado pueda ser actualizado si hay paquetes de actualización disponibles.
Desde la intervención turca en el norte de Siria en 2019, varios países europeos dejaron de venderle tecnología militar. Esto afectó al programa Altay. De hecho el motor y distribución de origen alemán previstos inicialmente dejaron paso a una solución nacional fiable, que requería tiempo. El programa se detuvo en seco, y ninguno de los Altay planificados para ser entregados en 2020 se completó. Sin embargo el problema se resolvió gracias a un acuerdo con Corea del Sur para incorporar un motor Doosan de 1500 hp y una transmisión automática S&T Dynamics, los mismos que equiparán al tanque surcoreano K2 Black Panther. Mientras se trató de resolver el problema con el motor, se aprovechó para mejorar otros sistemas.

## Diseño y Producción
Se proyecta que el citado tendrá un cañón de calibre 120 mm de ánima lisa y que cuente con protección del tipo ABQ. La velocidad máxima planeada se estima en 70 kilómetros por hora, gracias a una motorización de al menos 1800 HP de fuerza (el primer lote poseerá inicialmente una motorización con una fuerza motriz de 1500 HP), y su diseño le permitirá vadear corrientes y cursos de agua de hasta 4'1 metros de profundidad.
El arma principal es el cañón Rheinmetall Rh 120L/55 con control de la flexión del tubo, cubierta de protección térmica y sistema de expulsión. La dependencia de la industria alemana no es del gusto del mando militar turco, y durante varios años Makin Eve Kimya Endustrisi Kurumu ha estado trabajando en el arma MKEK 120. Aselsan desarrolló el sistema de control de disparo Volkan III o National Canon, incluye un complejo de puntería y observación para el comandante y artillero con dos canales estabilizados para día y noche. Se incluye un telémetro láser y una cámara termográfica. El comandante tiene visión 360º. En cuanto a protección se utiliza un blindaje compuesto, así como pantallas laterales con placas de cerámica. El blindaje es producto de la firma turca de armadura Roketsan. Por el momento, sigue sin aclararse el equipamiento de sistemas de protección activa.
Este carro de combate se beneficiará de los avances localmente desarrollados en cuanto a sistemas electrónicos y tecnologías de blindajes nacionales y Surcoreanas del K2 Black Panther, gracias al acuerdo firmado con el gobierno de Corea del Sur. Las motorizaciones candidateadas son las desarrolladas por la firma alemana MTU Friedrichshafen y el nuevo paquete de motorización surcoreano, que no se verá en este carro, ya que aún está en la fase de diseño. Los dos primeros lotes estarán motorizados por motores de 1500 HP de la planta germana de MTU, ya posteriormente se pretende que los demás lotes estén equipados con sistemas de impulsión provistos localmente, y que den un máximo de al menos 1800 HP. El 16 de junio de 2008, Los miembros de SSM y la industria local discutieron una posible participación en la creación de motores hechos en plantas turcas con una potencia estimada de 1800, que se pretende sea el estándar en los transportes blindados de personal y en los carros de combate producidos en Turquía.
Las primeras imágenes en 3D de este diseño, el Altay, se exhibieron al público el 7 de abril de 2010 durante una rueda de prensa realizada por el conglomerado SSM.
Se pretende que cuente el Altay; como se aprecia en las imágenes, de un chasís extrafuerte característicos a sus bases tecnológicas, y de las aportadas por el MBT surcoreano K2 Black Panther; con el cual comparte el diseño básico de la barcaza, en las imágenes se aprecian ciertas diferencias respecto de su contraparte, como la de una torreta de diseño local hecho por Aselsan y que cuenta con un sistema FCS Volkan-III de diseño modular. El número de ruedas impulsoras se ha incrementado a siete, lo que se traduce en un casco más largo, un blindaje más pesado y el incremento de las capacidades de supervivencia.
De acuerdo a ciertos informes, un enviado de la delegación militar de Colombia estuvo presente en la convención de prensa para obtener más información acerca del blindado en cuestión, aparte del viaje presidencial del que no se han dejado entrever informaciones adicionales permiten dilucidar cada vez más el creciente interés colombiano en esta creación y en otras de la industria de defensa turca.

## Primer prototipo real
El 29 de abril de 2009, el Gerente de la oficina del gobierno turco encargada de la Industria de la Defensa, Murad Bayar confirmó en la 9.ª. Feria IDEX International, en los Emiratos Árabes Unidos (Abu Dhabi), que el carro de combate turco será manufacturado usando solamente materiales y tecnología propios. Añadió que la investigación había empezado en las últimas semanas y esperaba que se construyese el primer prototipo funcional acorde a las necesidades del Ejército Turco en al menos 3 años.
En septiembre de 2010, con la aprobación de las modificaciones del carro en cuanto a los subsistemas y el software por parte de la Subsecretaría para las Industrias de la Defensa Turca, los bocetos conceptuales de la prefase de diseño del Altay fueron completadas. Mas, sin embargo, el proyecto avanzado de los Planes Detallados del Diseño se tardarán al menos 30,5 meses. El alcance detallado de la fase de diseño del blindado en cuanto a la integración de las firmas subcontratistas de los subsistemas del carro de combate está en el momento en proceso de selección.
El 15 de octubre de 2010, Otokar ha firmado un contrato con las compañías alemanas MTU y Renk para el suministro de los paquetes de motorización, y en tanto las demoras de ello desaceleraban la producción del carro, el 15 de diciembre de 2010 el Comité Ejecutivo de las Industrias de la Defensa decide iniciar el diseño y construcción de un sistema motor local.

## Fase de preproducción y primer lote
El 18 de abril del año 2017, el Ministerio de Defensa Turco anunció que la producción en masa del MBT Altay comenzaría en mayo del mismo año, por un lote inicial de 250 carros.
El 2 de mayo de 2018 la Subsecretaría de las Industrias para la Defensa de Turquía, haciendo uso de sus redes sociales oficiales, ha anunciado como al ganador por la licitación para la fabricación de los primeros 250 blindados de la serie a la planta turco-catarí BMC. Se espera que, desde inicios del mes, se arranquen las labores de producción del carro de combate, al haber salido vencedora con su oferta la industria BMC, sobre el diseñador original Otokar Karosanyi AS, ya que Otokar hace parte del conglomerado industrial del señor Ali Koç, avante opositor del gobierno actual de Recep Tayip Erdogan.
Las diferencias con el K2 coreano se hicieron evidentes cuando el tanque fue presentado. La diferencia más obvia es el peso, el tanque turco pesa aproximadamente 10 toneladas más y pesa 65 toneladas. Otra diferencia es que rl ejército turco decidió utilizar un sistema de carga manual en lugar de un cargador automático para lograr una mayor fiabilidad , ya que los cargadores automáticos  fallan y los humanos no.

## Operadores
El ejército de Turquía ha confirmado la adquisición y futura producción del tanque Altay MBT. Otros países también han mostrado interés, incluidos Catar, Chile, Arabia Saudita y Pakistán.